# Флатер
Флатерът е явление, представляващо възникване и задълбочаване на колебанията на аеродинамичните части на летателните апарати (най-вече крила и стабилизиращи плоскости) при определена скорост на движение на летателния апарат във въздушната среда.

## Същност на явлението
Флатерът е опасен за целостта на летателния апарат поради възникващите вследствие на него неразчетни натоварвания на конструктивните елементи, изграждащи аеродинамичните части на летателния апарат и последващо разрушаване на конструкцията му.
Физиката на възникване на явлението флатер се корени в несъвпадането на две характерни точки от профила на аеродинамичния елемент на летателния апарат. Тези две точки са центърът на коравина и центърът на налягане.
Вследствие на несъвпадане на центъра на коравина на сечението като конструктивен елемент и цетъра на налягане на сечението като аеродинамичен профил, възниква момент (момент на сила спрямо ос).
Коравината на сечението на профила не се влияе от скоростта на полета. То е якостна характеристика на сечението като конструктивен елемент.
С нарастване на скоростта на полета нарастват аеродинамичните сили, действащи на аеродинамичния профил. Това води до нарастване на аеродинамичния момент на профила и от там до разлика в (условно да ги наречем) аеродинамичния дестабилизиращ за профила момент и якостния стабилизиращ за профила момент.
Сумата от двата момента води до еластична деформация на положението на сечението спрямо другите сечения, тоест, в общия случай до промяна на ъгъла на атака на дадения елемент спрямо останалите.
Така, ако се разгледа едно полукрило на самолет, може да се каже, че в основата си полукрилото е закрепено конзолно към тялото на самолета и съответно коравината на сеченията, разположени по полукрилото в близост до тялото, ще е най-висока. От тук, влиянието на аеродинамичните сили в участъците, близки до тялото, ще са малки от гледна точка на промяната на местните ъгли на атака на профилите.
В краищата на полукрилата профилите ще получават местно изменение на ъглите си на поставяне спрямо профила плътно прилежащ към тялото на самолета равни на сумата от ъглите на профилите по цялата разпереност на полукрилото получени от въздействието на гореописаните сили и моменти.
С нарастване на скоростта на полета в общия случай се получава повишаване на местния ъгъл на атака на крилото в краищата му. По-нататъчното увеличаване на скоростта води до още по-голямо увеличение на местните ъгли на атака. Процесът достига своя предел при определена скорост, при която профилите в даден участък от полукрилото достигат критичния си ъгъл на атака. Ново продължаване на повишаване на скоростта води до началото на аеродинамичното явление откъсване на потока в зоните с критичен и задкритичен ъгъл на атака.
Откъсването на потока в тези участъци променя съотношението на силите и от там на моментите.
Моментът от аеродинамичната сила рязко намалява, а моментът на съпротивление на сечението се запазва. Под действие на еластичните сили и моменти на сечението то започва да си възстановява ъгълът на поставяне. Следствието от това е рязко понижаване на ъгъла на поставяне на сечението, респективно на местния ъгъл на атака и от там до намаляване на аеродинамичната сила. Профилът отново започва да се обтича в докритични ъгли на атака и последва ново увеличаване на аеродинамичната му сила, до момента, в който тя създава и ново нарастване на местния ъгъл на атака на профила до задкритичен.
Процесът се повтаря с нарастваща амплитуда поради влиянието на инертността на елементите и съответно до задълбочаване на неблагоприятните ефекти от това.
Флатерът като краен резултат води до достигане на границата на якост на материалите и разрушаване на елементите от конструкцията на летателните апарати, изпаднали във флатер.

## Флатер при други елементи от конструкцията
Явлението флатер може да предизвика нежелани вибрации в крилата на самолета, в елероните и в оперението. Последното се появява и при неправилно оразмеряване на фюзелажа, с което хоризонталния и вертикалния стабилизатор се обтичат от турбулентни вихри на крилата. Ефективността на кормилата рязко се влошава и може да се саморазрушат. Флатерът при елероните се дължи обикновено на лошо балансиране на елерона около неговата надлъжна ос. Отстраняването на подобно явление се прави с поставянето на тежести в началото на елерона за аеродинамично уравновесяване и за да се противодейства на възникване на флатерни вибрации.
|  | Уикипедия разполага с Портал:Авиация |